# Rafael Maneja Casades
Rafael Maneja Casades (Barcelona, 1841 - Tarragona, 29 de noviembre de 1918) fue un maestro de capilla y compositor español.

## Biografía
Nació en Barcelona, en 1841. Fue tío del compositor Antonio Ribera Maneja.
Las primeras noticias que se tiene de él son de las oposiciones al magisterio de la Catedral de Santa María de Burgos de 1866. El maestro Francisco Reyero había fallecido en ese mismo año dejando el cargo vacante en manos de organista segundo Agapito Sancho como interino. Se presentaron a las oposiciones, además de Rafael Maneja; Enrique Barrera, «natural de Valladolid», que advertía que no tenía la edad requerida por los edictos; Wenceslao Fernández Pérez; y Luis Tapia. El cargo sería entregado a Barrera tras muchas dudas y consultas.
El 3 de agosto de 1868 obtuvo el magisterio de la Catedral de Zamora, donde no permaneció más que dos años.
El 6 de agosto de 1870 ganó la plaza de maestro de capilla de la Catedral de Valencia, donde permaneció seis años.
Tras la muerte del maestro de capilla de la Catedral de Tarragona, Buenaventura Bruguera, Maneja consiguió la plaza de maestro de capilla de la catedral, donde rigió el magisterio hasta su muerte.
Sin embargo, se tiene constancia de que siendo maestro de capilla de la Catedral de Tarragona intentó sin éxito volver a la Catedral de Valencia en 1893, siendo Juan Bautista Pastor Pérez quien consiguiera la plaza.
Falleció en Tarragona el 29 de noviembre de 1918.

Maneja Casades Rafael
En la ciudad de Tarragona, a las siete de la mañana del veintinueve de Noviembre de mil novecientos diez y ocho falleció, recibidos los santos sacramentos, el R.do Rafael Maneja Casades, de setenta y ocho años de edad, natural de Barcelona, maestro de capilla de esta Catedral. Hijo legítimo de Antonio, de San Celoni, y Armentera, de Cardona. El día siguiente se dió sepultura eclesiástica a su cadáver en el cementerio. Y por ser así, firmo la presente partida de óbito en Tarragona a los treinta de los mismos. Manuel Ani, par.co
Archivo Diocesano de Tarragona

## Obra
El estilo de Maneja era extremadamente conservados, en línea con la música litúrgica española del siglo XIX. De hecho, cuatro misas breves que escribió en Zamora corresponden a un estilo en línea con la polifonía del siglo XVI.
Se conservan obras suyas en los fondos musicales de las catedrales de Segorbe y Valencia; sin embargo, la mayor parte de su repertorio compositivo se localiza en el fondo musical Fondo Musical de la Catedral de Tarragona. No son muchas las obras conservadas:
- Pues las dichas, gozo;
- Lamed, lamentación;
- Exaltare Domine, motete a ocho voces;
- O salutaris, motete a seis voces;
- Laudate Dominum, salmo a ocho voces;
- En coro cantemos, villancico;
- Aquí va mi corazón, a tres voces.